# Hiliwarokha
Hiliwarokha is een bestuurslaag in het regentschap Nias van de provincie Noord-Sumatra, Indonesië. Hiliwarokha telt 1112 inwoners (volkstelling 2010).